# 골편

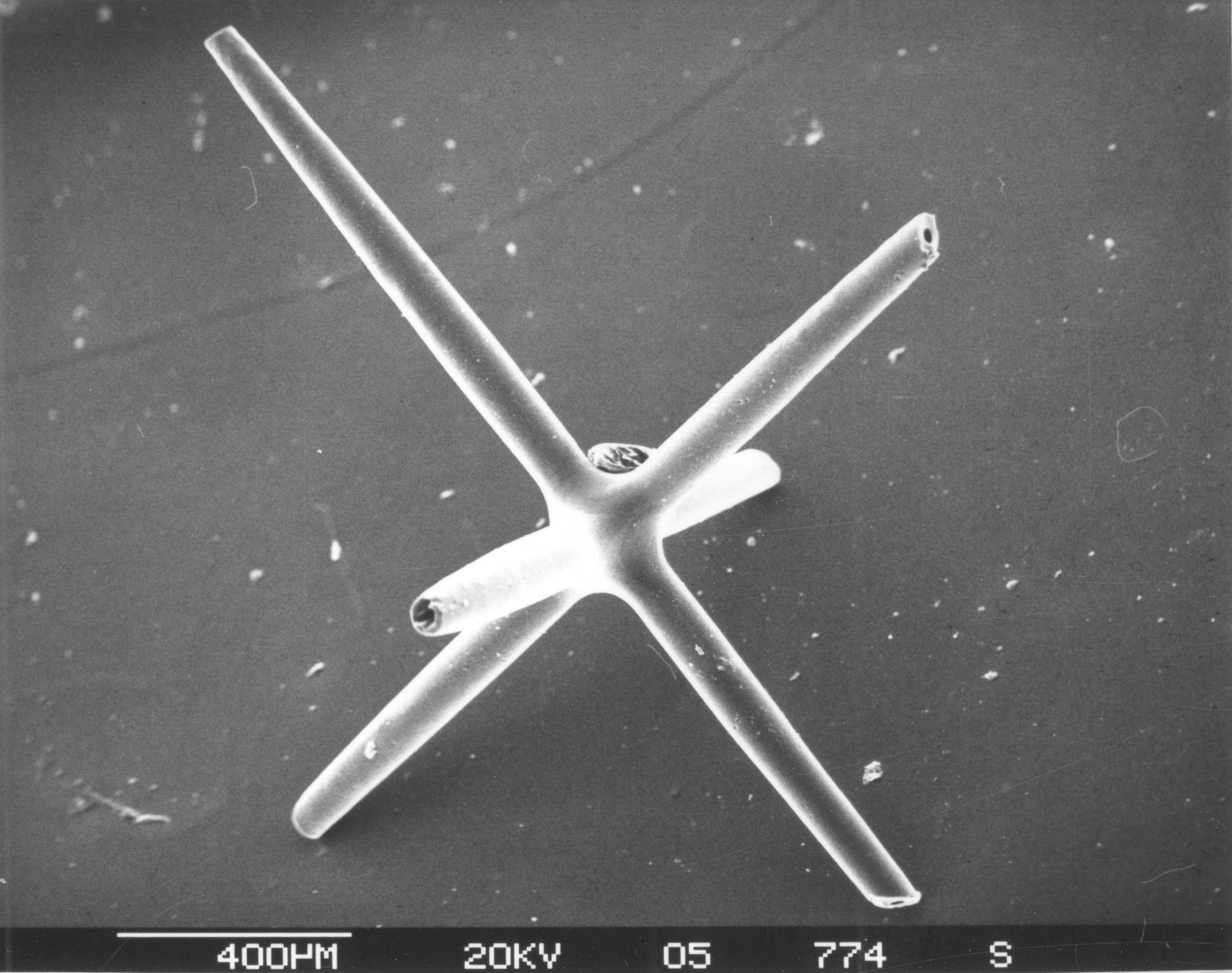

골편(骨片, spicule)은 해면동물 등의 몸 속에 있는 작은 뼛조각이다. 침골이라고도 한다.
하등한 무척추동물의 몸 속에 탄산칼슘이나 규산 분비되어 만들어졌으며 현미경으로 보아야 할 정도로 아주 미세하다.극피동물의 해삼류에도 골편이 있는데 특이한 것은 같은 무리에 속하는 종류라도 그 모양이 다르다.해면동물의 골편은 침 모양으로 탄산칼슘과 규산이 주성분으로 한다, 아주 작고 자포동물 산호충류는 매우 작다.원생동물 방산충류의 골편은 막대 또는 가시 모양이다.해면동물,자포동물,극피동물은 골편모세포에서 분비된다.